# Petre Steinbach
Petre Steinbach (n. 1 ianuarie 1906, Timișoara, Austro-Ungaria – d. 1996, Germania) a fost un fotbalist român, care a jucat pentru echipa națională de fotbal a României la Campionatul Mondial de Fotbal din 1930 (Uruguay). În România, Petre Steinbach a jucat la Unirea Tricolor București.

## Cariera de club
Cariera sa în fotbalul de club a fost petrecută la CAM Timișoara între 1925 și 1928, jucând tot la Colțea Brașov în 1928–1929, apoi s-a mutat la Unirea Tricolor București, unde a petrecut 10 ani, pentru o perioadă ca jucător-antrenor. Steinbach și-a încheiat cariera de jucător în sezonul 1939–1940 la Olympia București. După Al Doilea Război Mondial, Steinbach, din cauza originilor sale germane a fost trimis pentru o vreme la muncă forțată în URSS, Iosif Stalin considerând că poporul german care făcea muncă forțată era o modalitate prin care germanii puteau plăti „despăgubiri de război”. În 1947 a devenit antrenor la ITA Arad, ajutând echipa să câștige al doilea titlu din istoria clubului. Steinbach a fost și scriitor, a scris două volume despre fotbal:
- Fotbalul nostru (1937)
- Fotbalul se joacă râzând (1972)

## Cariera internațională
Petre Steinbach a jucat 18 meciuri la nivel internațional pentru România, debutând sub antrenorul Constantin Rădulescu într-o înfrângere cu 5–3 în deplasare împotriva lui Bulgaria la Cupa Balcanică 1929–31, turneu în care a jucat și în revanșa, care s-a încheiat cu o victorie cu 5–2, într-o victorie cu 4–2 în deplasare împotriva lui Iugoslavia și într-o victorie cu 4–2 în deplasare împotriva Greciei, ajutând România să câștige competiția. De asemenea, a făcut parte din Echipa României la prima Cupa Mondială, ediția 1930. Steinbach a jucat trei meciuri la cele trei meciuri de la Cupa Balcanică din 1932. De asemenea, a jucat trei meciuri la Cupa Europei Centrale pentru amatori 1931–1934 și două la Cupa Balcanică din 1933, ambele turnee fiind câștigate de România.

## Salvat de fotbal
Imediat după încheierea celui de-al Doilea Război Mondial, Petre Steinbach a trecut printr-o perioadă extrem de dificilă. Bănățeanul s-a numărat printre persoanele de origine germană deportate în URSS, la ordinul dictatorului Iosif Visarionovici Stalin, care susținea că aceasta reprezintă „despăgubiri de război”. Trimis la muncă forțată la o mină de plumb din regiunea Donbas, Steinbach și-ar fi găsit, probabil, sfârșitul, precum alți șvabi, din cauza alimentației precare și a condițiilor de muncă inumane. A fost, însă, salvat de fotbal!
Potrivit jurnalistului sportiv Lucian Oprea, unul dintre șefii din regiune a aflat că printre deportați se află un fost mare fotbalist, care a jucat și în echipa națională a României și astfel Petre Steinbach a fost scos din lagăr și pus să antreneze o formație locală. A reușit să promoveze echipa într-un eșalon superior și, în cele din urmă a fost eliberat, revenind în țară.

## Ca antrenor

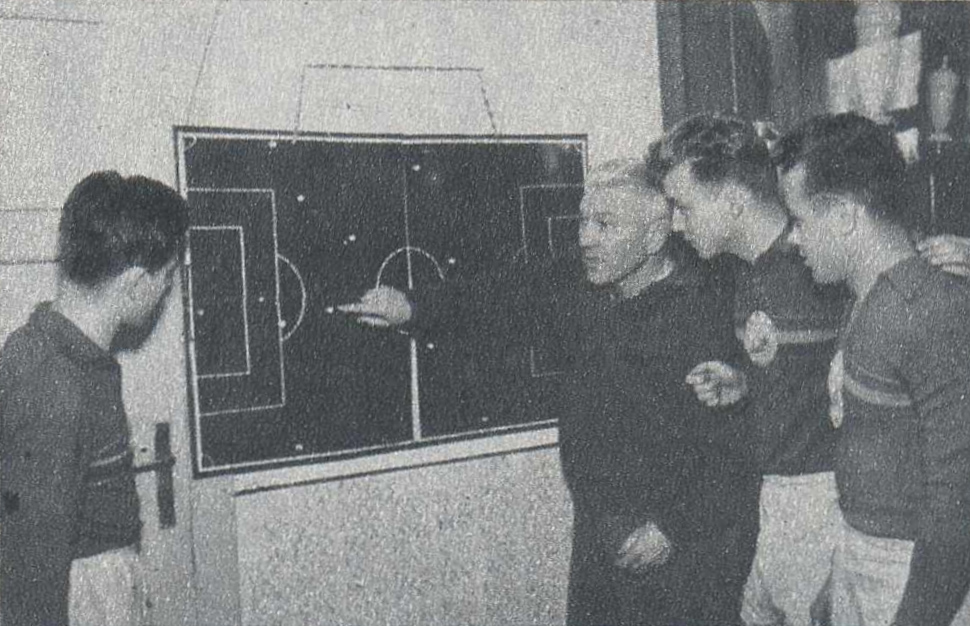
Petre Steinbach cu naționala de juniori

Ca antrenor, a pregătit formația arădeană ITA (UTA de astăzi), pe care a condus-o în sezonul 1947-1948 la câștigarea campionatului. Acesta reprezintă, de altfel, singurul trofeu din cariera lui Petre Steinbach. 
În 1948, bănățeanul a fost pentru o scurtă perioadă de timp selecționerul naționalei României, dar a sfârșit prin a fi înlocuit după două rezultate dezamăgitoare: 0-1, acasă, cu Albania și (mai ales) 0-9, în deplasare, cu Ungaria. 
Petre Steinbach a mai fost antrenor la echipele Rapid București (1948-1952), Farul Constanța (1962-1964) și Ceahlăul Piatra Neamț (1968-1969), după care a ieșit din lumina reflectoarelor. La asta a contribuit și faptul că, în 1975, a plecat în Germania Federală, unde s-a stabilit definitiv și, în buna tradiție a acelor vremuri, autoritățile comuniste au încercat să-i facă numele complet uitat.
De asemenea, nu trebuie trecută cu vederea nici perioada petrecută de Steinbach la Dinamo Obor (un satelit al grupării Dinamo București), unde a format fotbaliști precum Nelu și Lică Nunweiller, Ion Pârcălab, Iosif Piți Varga sau Florin Halagian.

## Ca scriitor
Dincolo de performanțele sportive, Petre Steinbach a rămas în istoria fotbalului românesc și prin cartea sa: Footballul nostru, apărută în 1937. Dincolo de aspectele tehnico-tactice, lucrarea oferă și un cod de conduită profesională și morală pentru fotbaliști, o raritate la acea vreme în România. „Sportul este un mijloc modern de cheltuire a energiei sociale, iar fotbalul e un sport complet ce lucrează armonic asupra corpului și spiritului”, arăta Steinbach în carte, menționând apoi că „Antrenamentul este eficient numai împreună cu viața regulată”. Astfel, bănățeanul atrăgea atenția că excesele, de orice fel, nu fac decât să scurteze performanța și îi îndemna pe sportivi să fie atenți la alimentație și la odihnă.
De asemenea, Petre Steinbach afirma că sportivul trebuie să fie un model de comportament în societate („atletul-gentleman”) și susținea că un club trebuie să aibă un rol foarte mare în educația sportivilor. Nu în ultimul rând, autorul cărții îi îndemna pe fotbaliști să se căsătorească, pentru a avea o viață echilibrată. Pentru documentare, Petre Steinbach a făcut mai multe vizite la diferite cluburi din Anglia, fiind sprijinit în acest sens de fostul general Gabriel Marinescu și de Nae Ionescu, președintele clubului Unirea Tricolor.
Petre Steinbach, care a mai scris o carte, Fotbalul se joacă râzând, și a avut o perioadă o rubrică de analiză în ziarul Sportul Popular s-a stins din viață în 1996, la vârsta de 90 de ani, în Germania, țara care l-a adoptat din 1975.

## Titluri

### Ca jucător
Colțea Brașov
- Divizia A: 1928

Unirea Tricolor București
- Divizia B (1): 1938–39
- Cupa României
  - Finalist (1): 1935-36

România
- Cupa Balcanilor (2): 1929–31, 1933
- Cupa Internațională a Europei Centrale (1): 1931–34

### Ca antrenor
Unirea Tricolor București
- Divizia B (1): 1938-39
- Cupa României
  - Finalist (1): 1935-36

ITA Arad
- Divizia A:  1947-48
- Cupa României: 1947-48